# Washington College
Washington College este un colegiu universitar de arte liberale (en) privat și independent al cărui campus universitar se găsește pe o suprafață de circa 46 de hectare (care este echivalentul a 112 acri), localizat în localitatea Chestertown, pe Eastern Shore, statul Maryland, Statele Unite ale Americii.

### Societăți onorifice
- Alpha Kappa Delta - sociologie
- Beta Beta Beta - biologie
- Society of Junior Fellows - colocviu al studenților (din primii ani, în engleză undergraduate) din cercetare
- Lambda Alpha - antropologie
- Nu Delta Alpha - dans
- Gamma Sigma Epsilon - chimie
- Omicron Delta Epsilon - economie
- Omicron Delta Kappa
- Order of Omega
- Phi Alpha Theta - istorie
- Phi Beta Kappa]]- arte liberale și știință
- Phi Sigma Tau - filozofie
- Pi Delta Phi - studiul francofoniei
- Pi Lambda Theta - sducație
- Pi Sigma Alpha - stiințe politice
- Psi Chi - psihologie
- Sigma Beta Delta - afaceri
- Sigma Tau Delta - engleză
- Sigma Xi - știință/inginerie